# عزیزآباد (کلات)
عزیزآباد، روستایی در دهستان هزارمسجد بخش مرکزی شهرستان کلات استان خراسان رضوی ایران است.

## جمعیت
بر پایه سرشماری عمومی نفوس و مسکن در سال ۱۳۹۵ جمعیت این روستا ۲۰ نفر (در ۶ خانوار) بوده‌است.